# 石爱中
石爱中（1955年8月—），汉族，北京人，中华人民共和国政治人物。中国民主促进会会员，民进中央常委。

## 生平
曾任中华人民共和国审计署副审计长。2016年1月，卸任审计署副审计长职务。
2008年，当选第十一届全国政协委员，代表中国民主促进会，分入第九组。2018年1月，当选第十三届全国政协委员。